# Hermann Friedrich Jäger
Hermann Friedrich Jäger (*  30. November 1814 in Stuttgart; † 29. Dezember 1861 ebenda) war ein deutscher Mediziner und Stadtarzt in Stuttgart.

## Leben
Hermann Friedrich Jäger war ein Sohn des Mediziners Georg Friedrich von Jäger und dessen erster Ehefrau Charlotte Auguste (1793–1818), geborene Hoffmann. Er studierte an den Universitäten in Tübingen, Wien und Paris Medizin, wurde 1837 unter Wilhelm von Rapp in Tübingen zum Dr. med. und chir. promoviert und wirkte ab 1839 als praktischer Arzt in Stuttgart. Im Jahr 1840 übernahm er für mehrere Jahre die Amtsgeschäfte des erkrankten Stadtdirektionsarztes, danach über Jahre gerichtsärztliche Tätigkeiten und brachte sich in der armenärztlichen Versorgung in Stuttgart ein. Er trat 1853 als Assessor in das Stuttgarter Medicinal-Collegium ein und wurde zuletzt zum Obermedizinalrat ernannt.
Hermann Friedrich Jäger wurde am 1. Oktober 1857 unter der Präsidentschaft von Christian Gottfried Daniel Nees von Esenbeck mit dem akademischen Beinamen Markus II. unter der Matrikel-Nr. 1832 als Mitglied in die Kaiserliche Leopoldino-Carolinische Deutsche Akademie der Naturforscher aufgenommen.
Er war seit 1843 verheiratet mit Emma (1824–1891), geborene Ostertag und verstarb nach einem jahrelangen Magenleiden in der Nacht vom 28. zum 29. Dezember 1861.

## Schriften
- Anatomische Untersuchung des Orycteropus capensis. Carl Ehrhard, Stuttgart 1837. (Digitalisat)